# Puzur-Assur III
Puzur-Assur III (fl. XVI-XV secolo a.C.) fu re di Assiria dal 1521 a.C. al 1498 a.C. circa.
Secondo la Lista reale assira, era figlio e successore di Assur-nirari I e regnò per 24 anni (o 14 anni, secondo un'altra copia). È anche il primo re assiro a comparire nella storia sincronica, dove viene descritto come contemporaneo di Burnaburiash I di Babilonia. Alcune sue iscrizioni di edifici sono state trovate ad Assur. Ricostruì parte del tempio di Ishtar nella sua capitale, Assur, e le parti meridionali delle mura della città.